# Ячменка (Восточно-Казахстанская область)
Ячменка (каз. Ячменка) — исчезнувшее село в Катон-Карагайском районе Восточно-Казахстанской области Казахстана. Исключено из учетных данных в начале 1990-х годов.

## Географическое положение
Располагалось на территории Новополяковского сельского округа, в 10 км к востоку от села Сенное на левом берегу реки Бухтарма в месте впадения в неё р. Ячменка. 

## Население
На карте 1986 г. в Ячменке значится 20 жителей.